# Château de Creullet
Le château de Creullet est une demeure, des XIVe – XVe siècles, remaniée aux XVIe – XVIIe siècles, qui se dresse sur le territoire de la commune française de Creully dans le département du Calvados, en région Normandie. L'édifice est partiellement classé au titre des monuments historiques.

## Localisation
Le château est situé au hameau de Creullet qui s'étend dans la vallée de la Seulles, à 1 km au nord-nord-ouest de la route qui raccorde le bourg avec la RD 176, en face de Creully et en contrebas de sa forteresse médiévale, sur la commune de Creully, dans le département français du Calvados.

## Historique
Site d'une seigneurie dès le XIe siècle, Creullet dépend de la baronnie de Creully. La propriété connait sa transformation la plus notable dans la seconde moitié du XVIIe siècle, lorsque sont créées les grandes perspectives, ornées de balustres et de douves qui s'organisent autour d'un imposant miroir d'eau. Le château prend sa configuration actuelle au XVIIIe siècle par l'action de Louis de Quincé.

### Seconde Guerre mondiale

#### Quartier général de Montgomery

Churchill, Brooke et Montgomery devant le QG sur la pelouse de Creullet.

Bernard Montgomery y installe le quartier général des forces du débarquement à compter du 8 juin 1944 d'où il coordonne l'ensemble des opérations de la bataille de Normandie.
Son quartier général constitué de trois roulottes est installé sur la pelouse arrière. Durant son séjour à Creullet, Montgomery recevra successivement d'illustres visiteurs :
- le 12 juin, Winston Churchill, vient déjeuner sur la pelouse, le délai imposé de six jours avant que le Premier ministre britannique n'ait l'autorisation de visiter la tête de pont étant enfin écoulé ;
- le 14 juin, le général de Gaulle qui, foulant à nouveau le sol de France, fait une visite éclair dans la roulotte de Montgomery où il sera reçu froidement. De Gaulle demande l'arrêt des bombardements des villes françaises, et reprend la route pour prononcer son premier discours de Bayeux[3] ;
- le 15 juin vient le général Dwight D. Eisenhower, commandant en chef des forces expéditionnaires alliées et futur président des États-Unis, accompagné de son fils John, fraichement sorti de West Point. Durant sa visite, Eisenhower va reprocher à Montgomery son échec devant Caen et les faibles pertes britanniques comparées aux pertes américaines sur les champs de bataille[3] ;
- enfin, le 16 juin, le roi George VI franchit à son tour les grilles pour s'entretenir avec Montgomery. Après une remise de médailles sur la pelouse, le roi va déjeuner avec Montgomery dans la salle à manger de Creullet. La médiatisation de cette visite mettra les allemands sur la piste du QG, qui quitte la propriété le 22 juin alors que les bombes allemandes s'approchent de plus en plus de Creullet[2].

### Après guerre
Le château était en 1998 la possession de Jean-François de Canchy.

## Description

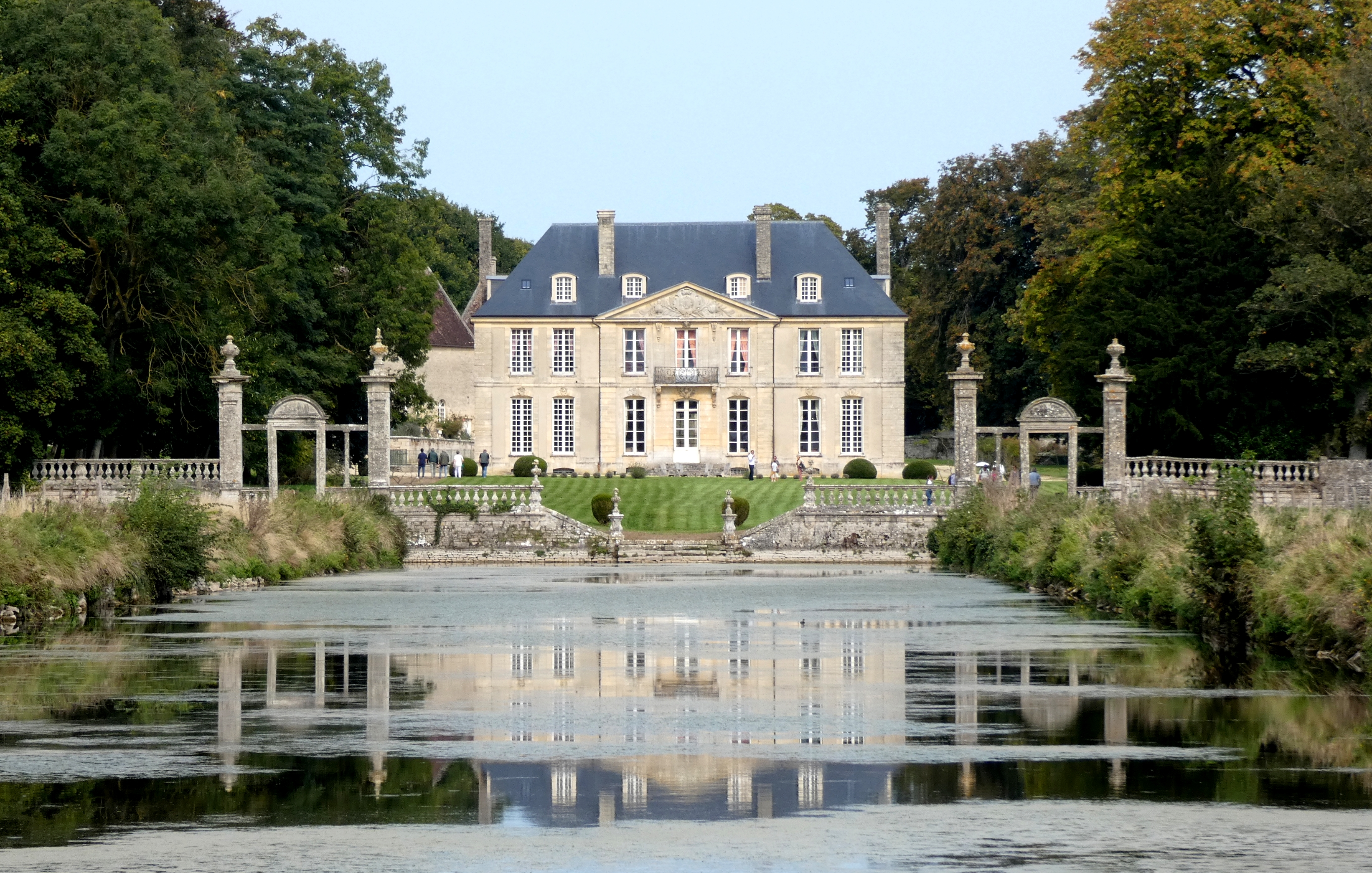
La façade sur cour depuis la pièce d'eau.

Le château des XIVe – XVe siècles, remanié aux XVIe – XVIIe siècles, est bâti en calcaire de Creully.
L'édifice comporte une porte du XVIe siècle, et la façade sur la cour possède un fronton triangulaire orné d'armoiries. La même façade comporte un balcon avec ferronnerie.
Ses jardins, dont un jardin à la française inspiré par les créations d'André Le Nôtre qui possède une pièce d'eau d'une longueur de 200 m, sont créés au XVIIe siècle et agrémentés de pièces d'eau et d'éléments d'architecture

## Protection
Le portail d'entrée avec sa grille ; les façades et toitures ; le vestibule avec sa cheminée ; le salon rouge, le petit salon, le grand salon, la salle à manger situés au rez-de-chaussée avec leur décor ; le parc ordonnancé avec son décor sculpté et sa pièce d'eau, sont classés au titre des monuments historiques par arrêté du 17 avril 1984.